# 続々・テレビまんが懐かしのB面コレクション
続々・テレビまんが懐かしのB面コレクション（ぞくぞく・テレビまんがなつかしのびーめんコレクション）は、日本コロムビアから1988年12月21日にリリースされたアニメソングのコンピレーション・アルバムである。『テレビまんが懐かしのB面コレクションシリーズ』第3弾にあたる。なお、2006年2月22日にはデジタル・リマスター仕様で再発売された。

## 解説
- 本CDはすでにリリースされている「続々・テレビまんが主題歌のあゆみ」収録曲のシングル盤リリースにおけるB面曲（エンディングテーマ・サブテーマ）をCD2枚組で全49曲収録している。
- DISC1には、上述のCD収録曲のB面曲が26曲、DISC2には、23曲が収録されている。
- なお、DISC1は「主題歌のあゆみ」よりも1曲多く収録しているため、DISC2は「主題歌のあゆみ」の該当作品のトラックより1つ繰り上がっている。

## 収録曲

### DISC 1
1. シンドバットのうた
作詞：若林一郎、作、編曲：菊池俊輔、歌：堀江美都子、コロムビアゆりかご会
フジテレビ系「アラビアンナイト シンドバッドの冒険」エンディングテーマ
2. サウルスくん 
作詞：木島始、作曲：すぎやまこういち、編曲：あかのたちお、歌：堀江美都子、岸龍也、コロムビアゆりかご会
MBS系「わんぱく大昔クムクム」エンディングテーマ
3. ひろしのテーマ 
作詞：浦川しのぶ、作、編曲：渡辺宙明、歌：水木一郎、こおろぎ'73
NET系「鋼鉄ジーグ」ローカル局放映版エンディングテーマ
4. 宇宙の王者グレンダイザー 
作詞：保富康午、作曲：菊池俊輔、編曲：森岡賢一郎、歌：ささきいさお、こおろぎ'73
フジテレビ系「UFOロボ グレンダイザー」エンディングテーマ
5. 風よつたえて 
作詞：楳図かずお、作曲：山下毅雄、編曲：筒井広志、歌：堀江美都子、ムーン・ドロップス
NET系「アンデス少年ペペロの冒険」エンディングテーマ
6. パパはやっぱりすばらしい 
作詞：東京ムービー企画部、作曲：渡辺岳夫、編曲：あかのたちお、歌：水谷賢、コロムビアゆりかご会、こおろぎ'73、台詞：雨森雅司
日本テレビ系「元祖天才バカボン」初代エンディングテーマ[1]
7. ローラの子守唄 
作詞：岩谷時子、作曲：川口真、歌：大杉久美子
TBS系「草原の少女ローラ」エンディングテーマ
8. ははうえさま 
作詞：山元護久、作曲：宇野誠一郎、歌：藤田淑子
NET→テレビ朝日系[2]「一休さん」エンディングテーマ
9. 河のうた 
作詞：中山千夏、作曲：越部信義、歌：堀江美都子、こおろぎ'73、コロムビアゆりかご会
フジテレビ系「ハックルベリィの冒険」エンディングテーマ
10. かあさん おはよう 
作詞：高畑勲、作曲：坂田晃一、編曲：小六禮次郎、歌：大杉久美子
フジテレビ系「母をたずねて三千里」エンディングテーマ
11. 星空のガイキング 
作詞：保富康午、作曲：菊池俊輔、歌：ささきいさお
フジテレビ系「大空魔竜ガイキング」エンディングテーマ
12. グランプリ・ブギ 
作詞：保富康午、作曲：すぎやまこういち、歌：水木一郎
NET系「マシンハヤブサ」エンディングテーマ
13. ゴワッパー5の歌 
作詞：若林一郎、作曲：小林亜星、編曲：青木望、歌：水木一郎、ヤング・フレッシュ
ABC→NET系「ゴワッパー5ゴーダム」エンディングテーマ
14. 行け!コン・バトラーV 
作詞：八手三郎、作曲：小林亜星、編曲：筒井広志、歌：水木一郎、コロムビアゆりかご会
NET→テレビ朝日系[2]「超電磁ロボ コン・バトラーV」エンディングテーマ
15. オリーブの木陰 
作詞：片桐和子、作曲：中村泰士、編曲：京建輔、歌：大杉久美子、ヤング・フレッシュ
ABC系「ピコリーノの冒険」エンディングテーマ
16. 猛と舞のうた 
作詞：浦川しのぶ、作曲：渡辺宙明、歌：水木一郎、堀江美都子
NET→テレビ朝日系[2]「マグネロボ ガ・キーン」ローカル局放映版エンディングテーマ
17. あしたがすき 
作詞：名木田恵子、作曲：渡辺岳夫、編曲：松山祐士、歌：堀江美都子、ザ・チャープス
NET→テレビ朝日系[2]「キャンディ・キャンディ」エンディングテーマ
18. ああ青春よいつまでも 
作詞：保富康午、作曲：菊池俊輔、歌：こおろぎ'73
フジテレビ系「ドカベン」初代エンディングテーマ[3]
19. わたしはルル 
作詞：香山美子、作、編曲：越部信義、歌：堀江美都子
ABC系「リトル・ルルとちっちゃい仲間」エンディングテーマ
20. オカルトハンマーのうた 
作詞：若林一郎、作曲：菊池俊輔、歌：大杉久美子、コロムビアゆりかご会
フジテレビ系「ポールのミラクル大作戦」エンディングテーマ
21. なぜ?なぜ?ビートン 
作詞：大隅正秋、作曲：川口真、歌：大和田りつこ、劇団こまどり
TBS系「ろぼっ子ビートン」エンディングテーマ
22. おいでラスカル 
作詞：岸田衿子、作曲：渡辺岳夫、編曲：松山祐士、歌：大杉久美子
フジテレビ系「あらいぐまラスカル」エンディングテーマ
23. 少年マルス 
作詞：伊藤アキラ、作曲：越部信義、歌：スチーブン・トート、大杉久美子
フジテレビ系「ジェッターマルス」初代エンディングテーマ[4]
24. さすらいの星ジミーオリオン 
作詞：保富康午、作、編曲：渡辺宙明、歌：水木一郎、こおろぎ'73
東京12チャンネル系「合身戦隊メカンダーロボ」エンディングテーマ
25. その名もタクマ宇宙パイロット 
作詞：伊藤俊也、作、編曲：菊池俊輔、歌：ささきいさお
フジテレビ系「惑星ロボ ダンガードA」エンディングテーマ
26. われらの命 ソロン号
作詞：八手三郎、作、編曲：菊池俊輔、歌：堀江美都子、コロムビアゆりかご会
テレビ朝日系「氷河戦士ガイスラッガー」エンディングテーマ

### DISC 2
1. バレーボールが好き 
作詞：神保史郎、作曲：越部信義、歌：堀江美都子
フジテレビ系「あしたへアタック!」エンディングテーマ
2. さがしに行かないか 
作詞：保富康午、作曲：横山菁児、歌：ささきいさお、東京荒川少年少女合唱隊
ABC系「超合体魔術ロボ ギンガイザー」エンディングテーマ
3. ランとジャッキー
作詞：香山美子、作曲：小森昭宏、歌：大杉久美子
ABC系「シートン動物記 くまの子ジャッキー」エンディングテーマ
4. 父をもとめて 
作詞：あおいあきら、作曲：小林亜星、編曲：高田弘、歌：水木一郎、こおろぎ'73
テレビ朝日系「超電磁マシーン ボルテスV」エンディングテーマ
5. なかまっていいな 
作詞：浦川しのぶ、作、編曲：小森昭宏、歌：堀江美都子、こおろぎ'73、コロムビアゆりかご会
テレビ朝日系「超人戦隊バラタック」ローカル局放映版エンディングテーマ
6. 風船少女テンプルちゃん 
作詞：丘灯至夫、作曲：越部信義、歌：大杉久美子、ヤング・フレッシュ、セリフ：マイテ・ルエラン
フジテレビ系「風船少女テンプルちゃん」エンディングテーマ
7. ホーマーズの歌 
作詞：伊藤アキラ、作曲：市川昭介、編曲：筒井広志、歌：ヤング・フレッシュ、こおろぎ'73
フジテレビ系「一発貫太くん」エンディングテーマ
8. よみがえれ飛雄馬 
作詞：梶原一騎、作曲：渡辺岳夫、編曲：松山祐士、歌：ささきいさお、こおろぎ'73
よみうりテレビ系「新巨人の星」エンディングテーマ
9. カニさんカニさん 
作詞：ちばてつや、保富康午、作、編曲：渡辺宙明、歌：藤本房子、こおろぎ'73、コロムビアゆりかご会
フジテレビ系「おれは鉄兵」エンディングテーマ
10. レーサーブルース
作詞：保富康午、作曲：宮川泰、歌：水木一郎
フジテレビ系「アローエンブレム グランプリの鷹」エンディングテーマ
11. おまえが選んだ道だから 
作詞：八手三郎、作曲：菊池俊輔、歌：ささきいさお
テレビ朝日系「激走!ルーベンカイザー」エンディングテーマ
12. やるぞわれらのゼニゼニチーム 
作詞：八手三郎、作曲：筒井広志、歌：こおろぎ'73、フィーリング･フリー
東京12チャンネル系「とびだせ!マシーン飛竜」エンディングテーマ
13. メイ フラワー 
作詞：冬杜花代子、作曲：鈴木宏昌、歌：かおりくみこ、フィーリング･フリー
ABC系「若草のシャルロット」エンディングテーマ
14. 勇気のテーマ 
作詞：水島新司、作曲：渡辺宙明、歌：堀江美都子
フジテレビ系「野球狂の詩」エンディングテーマ
15. 気まぐれバロン 
作詞：つかさ圭、作曲：渡辺岳夫、編曲：松山祐士、歌：大杉久美子
フジテレビ系「ペリーヌ物語」エンディングテーマ
16. われらの旅立ち 
作詞：保富康午、作曲：平尾昌晃、編曲：横山菁児、歌：水木一郎
テレビ朝日系「宇宙海賊キャプテンハーロック」エンディングテーマ
17. チックルチーコのチャチャチャ 
作詞：八手三郎、作曲：渡辺岳夫、編曲：馬飼野俊一、歌：堀江美都子、コロムビアゆりかご会
テレビ朝日系「魔女っ子チックル」エンディングテーマ
18. エリカのバラード 
作詞：あおいあきら、作、編曲：菊池俊輔、歌：かおりくみこ、大倉正丈
テレビ朝日系「闘将ダイモス」エンディングテーマ
19. 一球さん 
作詞：保富康午、作曲：荒木とよひさ、編曲：丸山雅仁、歌：堀江美都子
フジテレビ系「一球さん」エンディングテーマ
20. 姫のためなら 
作詞：伊藤アキラ、作曲：菊池俊輔、編曲：青木望、歌：こおろぎ'73、コロムビアゆりかご会
フジテレビ系「SF西遊記スタージンガー」エンディングテーマ
21. 誰かが前を
作詞：千家和也、作曲：萩田光雄、編曲：青木望、歌：こおろぎ'73、コロムビアゆりかご会
MBS系「まんが偉人物語」後期エンディングテーマ[5]
22. ごきげんいかが?紅緒です
作詞：中里綴、編曲：山口ますひろ、作曲・歌：関田昇介
ABC系「はいからさんが通る」エンディングテーマ
23. 青い地球 
作詞：橋本淳、作曲：平尾昌晃、編曲：青木望、歌：ささきいさお、杉並児童合唱団
フジテレビ系「銀河鉄道999」エンディングテーマ